# Маурицев
Маурицев (пол. Maurycew) — село в Польщі, у гміні Тересін Сохачевського повіту Мазовецького воєводства.
Населення — 124 особи (2011).
У 1975-1998 роках село належало до Скерневицького воєводства.

## Демографія
Демографічна структура станом на 31 березня 2011 року:
|          | Загалом | Допрацездатний вік | Працездатний вік | Постпрацездатний вік |
| -------- | ------- | ------------------ | ---------------- | -------------------- |
| Чоловіки | 64      | 15                 | 42               | 7                    |
| Жінки    | 60      | 9                  | 37               | 14                   |
| Разом    | 124     | 24                 | 79               | 21                   |